# Kikaya Bin Karubi
 (août 2021).
 (mars 2016).
Si vous disposez d'ouvrages ou d'articles de référence ou si vous connaissez des sites web de qualité traitant du thème abordé ici, merci de compléter l'article en donnant les références utiles à sa vérifiabilité et en les liant à la section « Notes et références ».
Barnabé Kikaya Bin Karubi est un diplomate et homme politique congolais (RDC) né le 22 septembre 1954 à Kasongo.

## Biographie

### Études
Licencié en langue et littérature anglaises de l'université de Lubumbashi, il est retenu assistant à la faculté des lettres où il enseigne pendant un an avant d'aller poursuivre des études de journalisme et des sciences politiques aux États-Unis, plus précisément à la Boston University dans le Massachusetts. Il décroche un PHD en 1989. 

### Carrière
À la faveur des changements qui interviennent en Afrique du Sud, il se rend à Johannesburg où il travaille comme rédacteur en chef de Canal Afrique, les services extérieurs de radiodiffusion et de télévision sud africaine. De 1995 à 1997, il dirige sa propre société de communication, l'Africaine de Conseil en Communication, Afro 2C. 
Il regagne la république démocratique du Congo avec l'arrivée au pouvoir de Laurent-Désiré Kabila qui le nomme ambassadeur au Zimbabwe. Lorsque Laurent-Désiré Kabila est assassiné, son successeur, Joseph Kabila le nomme ministre de l'Information, poste qu'il occupe jusqu'à la tenue des pourparlers de Sun City. Après cela, il occupe les fonctions de secrétaire particulier du président de la République. 
En 2006, il est élu à l'Assemblée nationale dans la circonscription électorale de Kasongo au Maniema. 
En 2009, le président le rappelle en diplomatie et le nomme ambassadeur extraordinaire et plénipotentiaire de la république démocratique du Congo en Grande-Bretagne, poste qu'il occupe à ce jour[Quand ?].  
Barnabé Kikaya Bin Karubi est membre fondateur du Parti du peuple pour la reconstruction et la démocratie (PPRD), parti au pouvoir.
En juillet 2021, Kikaya Bin Karubi quitte la RDC pour l'exil.

### Vie privée
Il est marié et père de 7 enfants.
Son fils Gary Kikaya est un athlète olympique spécialisé sur 400 mètres (ancien recordman d'Afrique) et 200 mètres.